# Aphanistes taiwanensis
Aphanistes taiwanensis är en stekelart som beskrevs av Kusigemati 1983. Aphanistes taiwanensis ingår i släktet Aphanistes och familjen brokparasitsteklar. Inga underarter finns listade i Catalogue of Life.